# Василево (Раменский городской округ)
Василево — деревня в Раменском муниципальном округе Московской области. Население — 34 чел. (2010).

## География
Деревня Василево расположена в юго-западной части Раменского муниципального округа, примерно в 18 км к юго-западу от города Раменское. Высота над уровнем моря 142 м. Рядом с деревней протекает река Нищенка. К деревне приписано СНТ Петровское. Ближайший населённый пункт — деревня Вишняково.

## История
В 1926 году являлась центром Васильевского сельсовета Салтыковской волости Бронницкого уезда Московской губернии.
С 1929 года — населённый пункт в составе Бронницкого района Коломенского округа Московской области. 3 июня 1959 года Бронницкий район был упразднён, деревня передана в Люберецкий район. С 1960 года в составе Раменского муниципального округа .
До муниципальной реформы 2006 года Василево входило в состав Ганусовского сельского округа Раменского района.

## Население
| 1926 | 2002 | 2010 |
| ---- | ---- | ---- |
| 193  | ↘5   | ↗34  |

В 1926 году в деревне проживало 193 человека (83 мужчины, 110 женщин), насчитывалось 44 крестьянских хозяйства. По переписи 2002 года — 5 человек (3 мужчины, 2 женщины).